# 血の婚礼
『血の婚礼』（ちのこんれい、スペイン語: Bodas de sangre）は、スペインの劇作家フェデリコ・ガルシーア・ロルカによる悲劇である。花嫁が花婿を捨てて昔の恋人と駆け落ちしたことから起こる悲劇を、土着的かつ象徴的なトーンで描きあげた作品である。1932年に書かれ、1933年3月にマドリードのベアトリス劇場で初演されたのち、同年のうちにアルゼンチンのブエノスアイレスでも上演された。ロルカの代表作のひとつであり、同じく地方を舞台にした悲劇である『イェルマ』や『ベルナルダ・アルバの家』とまとめてロルカの三大悲劇と呼ばれることもある。ロルカは「スペイン大地の3部作」を構想していたが、自身は『ベルナルダ・アルバの家』をこのシリーズに含めていなかったため、この3部作は死の時までに完成しなかった。

## 登場人物
- 花婿の母親
- 花婿
- 花嫁
- 花嫁の父親
- レオナルド
- レオナルドの妻
- レオナルドの義母
- 女中
- 月
- 死神
- 近所の女ほか、数名の男女

## あらすじ

### 第1幕
芝居の冒頭では、母親が息子である花婿に語りかける。花婿の父は数年前にフェリックス家の男たちに殺されたということがわかる。花婿が葡萄畑で葡萄を切るためナイフが欲しいと言うと、母親は警戒した態度で反応する。花婿にナイフを渡す前に、母親は暴力の連鎖と自らのおののきについて語る。花婿は母親を抱きしめて別れを告げ、出て行く。 
近所の住人がやってきて母親と話し、花嫁はレオナルド・フェリックスという名前の男とかつてかかわったことがあり、その男は母親の夫を殺した男達の親族だということがわかる。母はいまだにフェリックス一族を嫌悪しており、怒りに震えるが、花婿にこのことを話す前に花嫁を訪問することにする。 
レオナルドは今や結婚しており、仕事を終えて妻のいる家に帰ってくる。家に入ると、義母と妻がレオナルドの息子に子守歌を歌ってやっている。子守歌の歌詞は、劇中で後に起こる悲劇を暗示している。レオナルドの結婚生活が倖せなものでないことははっきりしている。少女が家に入ってきて、花婿が花嫁と結婚する準備をしていると家族に告げる。レオナルドは怒り狂って家を出て行き、妻や義母、少女は恐れおののく。 
母は花嫁の家に花婿と出向き、花嫁の女中や父親と会う。花嫁の父親は花婿の母親に亡き妻のことを話し、娘には結婚して子供を生んでほしいと語る。花嫁が入って来て、母や花婿と話す。父親はそれから2人を送り出し、女中と花嫁だけになる。使用人は花婿が持ってきた贈り物について花嫁をからかい、さらにレオナルドが夜、家にやって来て花嫁の窓を見ていたと明かす。 

### 第2幕
結婚式の朝、レオナルドが花嫁に会いにやってくる。レオナルドは花嫁に対する熱い想いを打ちあけ、かつて結婚を妨げる原因となった自分の傲岸さを認める。花嫁はレオナルドが来たせいで動揺し、黙らせようとするが、相手をまだ想っていることは否定できない。女中がレオナルドを送り出し、結婚式のお客が到着し始める。花嫁の父親、花婿の母親、花婿が到着し、結婚式のため教会に向かう。花嫁は花婿に、自分の安全を守ってくれと頼む。レオナルドと妻も、言い争った後に教会に向かう。
結婚式の後、客たち、家族、新婚の2人は花嫁の家に戻る。音楽や踊りが行われてパーティが続くが、花嫁は疲れたと言って部屋に戻る。レオナルドの妻は花婿に夫が馬で出て行ったと言うが、花婿はあまり真面目に受け取らない。花婿は大きな部屋に戻って母親と話す。客は伝統的な結婚式のダンスを始めようとして、花嫁と花婿を探し始めるが、花嫁は見つからない。花嫁の父親は家中を探すが、レオナルドの妻が部屋に駆け込んで来て夫と花嫁が一緒に逃げたと知らせる。花嫁の父親は信じようとしないが、花婿は怒りに燃えてレオナルドを殺そうと友人と馬で出かける。花婿の母親は狂乱し怒り狂って、結婚式に来た全員を夜中の捜索に駆り出そうとする。

### 第3幕
レオナルドと花嫁が逃げ込んだ森の中で、3人の木こりが起こったことを話しながら出てくる。この木こりはギリシア悲劇のコロスに近い役割を果たしているが、観客に直接話しかけるよりはお互いに向かって話すようになっている。木こりたちは捜索隊が森中におり、月が出れば女連れのレオナルドはすぐに見つかるだろうと話している。木こりたちの退場とともに、白い顔で若い木こりの姿をした月が舞台に現れる。月は夜が明けるまでに流血があるだろうと言う。老いた物乞いの老女に扮した死神が出てきて、死を予言するような台詞を語る。死神は月に、月光で明るく森を照らしてくれるよう頼む。
怒り狂った花婿が結婚式に来ていた若者と一緒に入ってくる。若者は暗い森にうろたえており、花婿に帰ろうと言うが、花婿は拒んでレオナルドを殺して花嫁を取り戻すと誓う。変装した死神が再入場し、花婿にレオナルドを見たと言い、花婿をレオナルドの居場所まで連れて行こうかと言う。花婿は死神と退場する。木こりたちが再登場し、流血がないよう願う。
レオナルドと花嫁は逃げながら自分たちの将来について話す。2人ともロマンティックな不安をかかえ、互いに対する激しい情熱に焼き尽くされている。足音が聞こえ、2人は退場する。2度悲鳴が聞こえ、レオナルドと花婿が殺し合ったことが示唆される。月と物乞いの老女が現れて場面が終わる。
町ではレオナルドの妻や義母を含む女たちが教会のそばに集まって話している。死神が物乞いの老婆に扮して登場し、森で2人の男が死んだことを告げる。花婿の母親がやって来て、花嫁に会う。女たちが花婿とレオナルドの死を嘆いて芝居が終わる。

## 執筆背景
本作は1928年にロルカが新聞で読んだアルメリア県の殺人事件をヒントに書かれた。これは結婚式の日に花嫁が恋人であるいとこと駆け落ちしたため、花婿の弟が一族の名誉のため花嫁を奪ったいとこを殺したという事件であった。この事件は歌に詠まれるほど地元では有名であった。一方で『血の婚礼』はこの殺人事件よりはるかに複雑で、抒情的要素の強いものとなっている。土着的な要素や母親の嘆きの強調などについては、ロルカが若い頃に頃に気に入っていたジョン・ミリントン・シングの戯曲『海に騎りゆく人々』からの影響も見受けられる。本格的に執筆を開始したのは1932年のことで、夏に1週間ほどで書き上げ、9月には友人たちの前で朗読している。

## 上演史

### 初演
1933年3月8日、マドリードのベアトリス劇場において花嫁役を演じたホセフィーナ・ディーアス・デ・アルティーガスの劇団により初演された。演出はロルカ自身で、舞台装置はマヌエル・フォンタナルスとサンティアゴ・オンタニョンが担当した。非常に好評であり、ロングランとなった。このため、ロルカは劇作家としての名声を確立して経済的にも余裕ができるようになった。同年中にはローラ・メンブリーベス劇団によってアルゼンチンでも上演された。1935年にはメンブリーベスにより、マドリードのコリセウム劇場でも再演された。

### スペイン語での上演
フランコ政権下のスペインではロルカの芝居を上演するのは困難であり、1944年にカナリア諸島で『血の婚礼』の公演が計画されたが、許可がおりなかった。1946年に『血の婚礼』がバルセロナで極めて小規模に上演されたが、マドリードでは上演できなかった。1962年にホセ・タマヨがエスパニョール劇場で行った上演が内戦後初めてのマドリードでの『血の婚礼』のプロダクションとなった。

### 英語での上演
1935年にBitter Oleanderというタイトルで英語版がブロードウェイで上演された。1938年にはラングストン・ヒューズがFate at the Weddingというタイトルで英訳を作成したが、この台本は1992年のニューヨーク・シェイクスピア・フェスティヴァルで初めて上演され、1994年に公刊された。
1973年にはニューヨークのマンハッタンにあるラ・ママ・エクスペリメンタル・シアター・クラブで英語版が上演された。
2005年にはルーファス・ノリスが演出をつとめ、ガエル・ガルシア・ベルナルがレオナルドを演じるプロダクションがアルメイダ劇場で上演された。

### 日本語での上演
1959年に東京の砂防ホールにて山田肇演出、山田肇・天野二郎翻訳の台本により、ぶどうの会が上演を行った。この公演について、劇作家の福田善之は「どうもわくわくさせてくれるところが少なかった」と述べ、山田の演出を批判している。三島由紀夫はこのプロダクションについて花婿の母を演じた福山きよ子の演技を褒めているが、主演のレオナルドと花嫁の演技を酷評しており、全体的に「ロルカの感覚と官能の、片鱗もとらへることができなかつた」と述べている。
1968年には池袋のアートシアターにて同じ訳者の台本を用い、堂本正樹演出で上演された。1973年には劇団民藝が渡辺浩子の演出・台本により、紀伊國屋ホールや砂防ホールで上演を行った。
2007年には東京グローブ座などで白井晃演出・台本、森山未來主演の同作品が上演された。
また、2022年にはBunkamuraシアターコクーンおよび梅田芸術劇場シアター・ドラマシティにおいて、杉原邦生演出・田尻陽一台本、木村達成主演により上演を行った。

### その他の言語での上演
『血の婚礼』はさまざまな言語で上演されている。1997年にはスイスのテアトロ・マランドロがオマール・ポラス演出でフランス語の『血の婚礼』を上演し、2000年には静岡県舞台芸術センターの招聘により日本でも公演が行われた。

## 翻案

### 映画
1938年にマルガリータ・シルグ主演のスペイン映画が作られた。1941年にはイタリアでも映画化されている。1977年にはイレーネ・パパス主演でモロッコで映画化されている。1981年にはカルロス・サウラがアントニオ・ガデスによるダンス演目『血の婚礼』を映画化している。2015年にも、本作を原作とするパウラ・オルティス監督によるスペイン映画『ラ・ノビア』が作られた。

### オペラ
フアン・ホセ・カストロが1952年にスペイン語でオペラ化している。1953年にはヘイル・スミスが英語のオペラを作曲し、クリーブランドで初演された。1957年にヴォルフガング・フォルトナーがドイツ語のオペラ『血の婚礼』を作曲しており、これはフォルトナーのオペラの中では最も人気のあるものである。1964年にはソコライ・シャーンドル（Szokolay Sándor）がオペラ化しており、本作は共産主義時代のハンガリーにおいて最も成功したリアリズム的オペラのひとつと言われている。1992年にはニコラ・レファニュ作曲、デボラ・レヴィ台本でオペラ化されている。
2006年にはオランダの映画作家ハンス・フェルスがハイチの作曲家イファレス・ブライン (Iphares Blain) と組んでオペラ版Le Maryaj Lenglensouを作った。2007年にはこの作品を作る過程についてのドキュメンタリーがオランダ映画祭で公開された。

### ダンス
1953年にデニス・アピヴァー作曲、アンドレ・ハワード振付によるバレエ作品『血の婚礼』が作られ、イギリスで初演されたのちにトルコやチリなどでも上演され、相当な成功をおさめた。
1974年にアントニオ・ガデスが制作したフラメンコ版『血の婚礼』はスローモーションの巧妙な使用などによって非常に高い評価を受け、スペインのダンスにおける「飛躍的な一歩」となった。本作はカルロス・サウラにより映画化されている。

### ラジオ
1986年にBBCワールドサービスがラジオドラマ化しており、アラン・リックマンがレオナルド役であった。2008年にはBBCラジオ3がテッド・ヒューズによる英訳を用いたラジオドラマを放送しており、この番組はソニー賞を受賞した。
福田善之による日本語版のラジオ戯曲も作られたことがあり、岸田今日子と神山繁が出演した。

### その他
1959年にはBBCがテレビドラマ化している。
1986年に清水邦夫が本作の翻案戯曲『血の婚礼』を執筆した。何度か再演され、2011年には蜷川幸雄演出、窪塚洋介がレオナルド役、中嶋朋子が花嫁役で再演された。

## 評価
本作はロルカの代表作のひとつとして評価が高く、近藤豊はこの芝居の幕切れは「聖とも戦慄ともわかちがたい感興」をもたらすと述べている。ロルカを愛好していた三島由紀夫は、本作の第1幕第2場と第2幕第2場における「徐々に醸成される不安の効果」を評価している一方、『イェルマ』のほうが優れた作品に見えると述べている。
片倉充造は、本作について「男性優位の固定化した世界の変革は、男性よりむしろ女性自身の積極的な意識改革（覚醒）に依存する」というモチーフが背後にあると指摘している。
『イェルマ』及び『ベルナルダ・アルバの家』とともにロルカの三大悲劇を構成する。

## 刊行情報
1935年の末から1936年初頭にかけて、スペイン語の原作がマドリードのクルス・イ・ラヤ出版より刊行された。

### 日本語訳
- 山田肇、天野二郎訳『血の婚礼』（未来社 てすぴす叢書、1954年）
- 小海永二訳『血の婚礼』、『ロルカ選集第2巻（戯曲篇上）』（ユリイカ、1958年）に収録。
  - 小海永二訳『素晴らしい靴屋の女房：ロルカ名作戯曲選』（竹内書店新社、1997年）に収録（上記を大幅に改訳）
  - 『小海永二翻訳撰集3　ガルシーア・ロルカ集』（丸善、2008年）に収録。
- 長南実訳『血の婚礼』、『フェデリコ・ガルシーア・ロルカ3（1931-1936）』（牧神社出版、1975年）に収録。
  - 長南実訳『血の婚礼』、『世界文学全集29　ロルカ、ピランデルロ』（学習研究社、1978年）に収録。
  - 長南実訳『血の婚礼』、『ロルカ戯曲全集3』（沖積舎、1985年、新版1992年）に収録。
- 牛島信明訳『血の婚礼』、ガルシーア・ロルカ『三大悲劇集 血の婚礼 他二篇』（岩波文庫、1992年）、他は「イェルマ」、「ベルナルダ・アルバの家」。

## 関連文献
- 小阪和弘『ガルシア・ロルカと三島由紀夫：二十世紀　二つの伝統』国書刊行会、2013年。